# Oregon Wing Civil Air Patrol
A Oregon Wing Civil Air Patrol (ORWG) é uma das 52 "alas" (50 estados, Porto Rico e Washington, D.C.) da "Civil Air Patrol" (a força auxiliar oficial da Força Aérea dos Estados Unidos) no Estado do Oregon. A sede da Oregon Wing está localizada em Eugene, Oregon. A Oregon Wing consiste em mais de 460 cadetes e membros adultos distribuídos em 13 locais espalhados por todo o Estado.
A ala do Oregon é membro da Região do Pacífico da CAP juntamente com as alas dos seguintes Estados: Alaska, California, Hawaii, Nevada e Washington.

## Missão
A Civil Air Patrol (CAP) tem três missões: fornecer serviços de emergência; oferecer programas de cadetes para jovens; e fornecer educação aeroespacial para membros da CAP e para o público em geral.

## Serviços de emergência
A CAP fornece ativamente serviços de emergência, incluindo operações de busca e salvamento e gestão de emergência, bem como auxilia na prestação de ajuda humanitária.
A CAP também fornece apoio à Força Aérea por meio da realização de transporte leve, suporte de comunicações e levantamentos de rotas de baixa altitude. A Civil Air Patrol também pode oferecer apoio a missões de combate às drogas.

## Programas de cadetes
A CAP oferece programas de cadetes para jovens de 12 a 21 anos, que incluem educação aeroespacial, treinamento de liderança, preparo físico e liderança moral para cadetes.

## Educação Aeroespacial
A CAP oferece educação aeroespacial para membros do CAP e para o público em geral. Cumprir o componente de educação da missão geral da CAP inclui treinar seus membros, oferecer workshops para jovens em todo o país por meio de escolas e fornecer educação por meio de eventos públicos de aviação.

## Organização

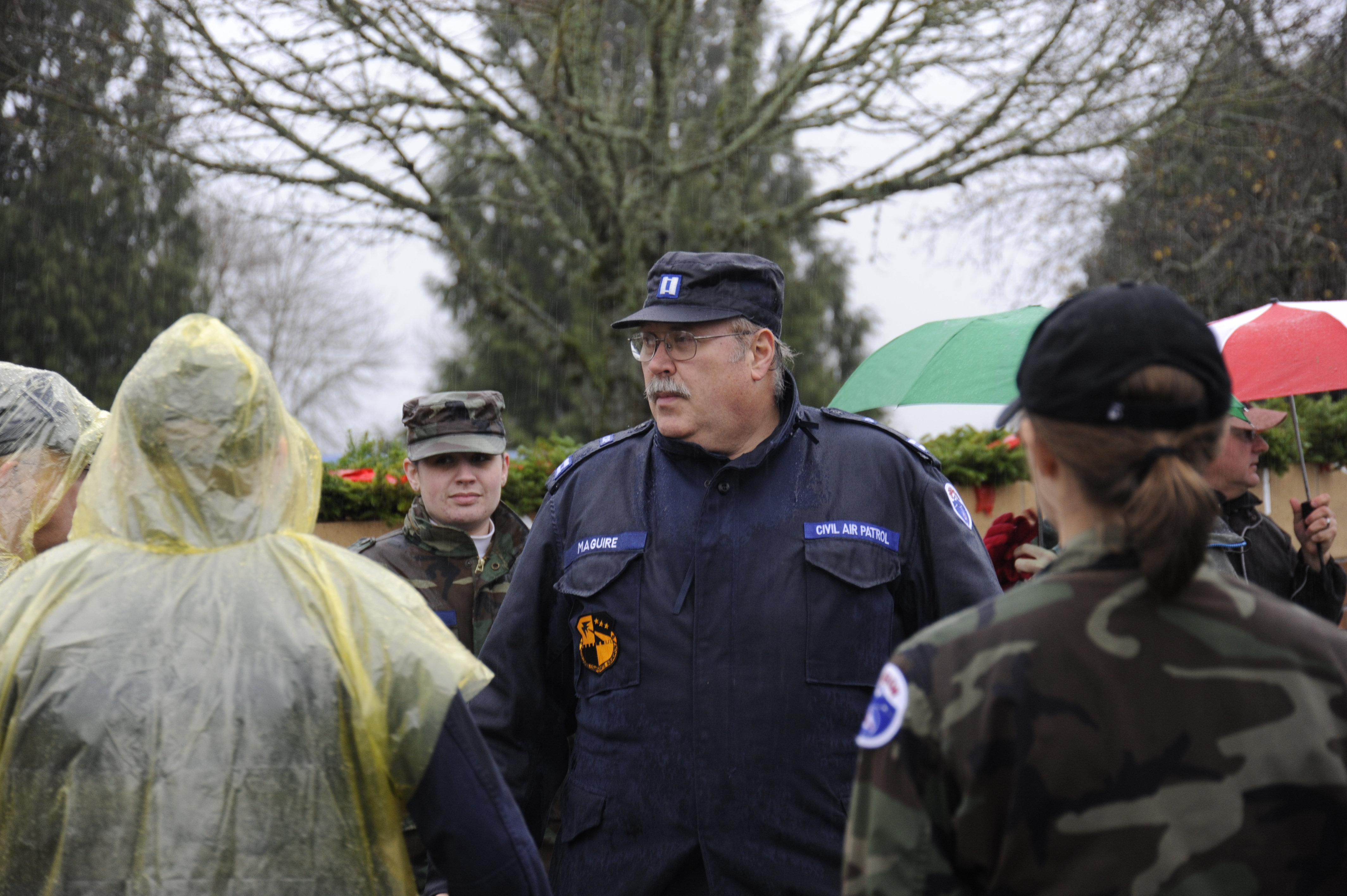
Membros da Oregon Wing recebem instruções antes de colocar coroas de flores nas sepulturas do Cemitério Nacional Willamette, em Portland, Oregon.

| Designação | Nome do Esquadrão                    | Localização   |
| ---------- | ------------------------------------ | ------------- |
| OR 007     | Medford Composite Squadron           | Medford       |
| OR 008     | Gorge Composite Squadron             | Hood River    |
| OR 016     | Klamath Falls Flight                 | Klamath Falls |
| OR 034     | Washington County Composite Squadron | Hillsboro     |
| OR 037     | Grants Pass Composite Squadron       | Merlin        |
| OR 042     | Salem Composite Squadron             | Salem         |
| OR 050     | High Desert Composite Squadron       | Bend          |
| OR 055     | Mahlon Sweet Composite Squadron      | Eugene        |
| OR 065     | Aurora Composite Squadron            | Aurora        |
| OR 073     | Columbia Composite Squadron          | Portland      |
| OR 085     | Metropolitan Senior Squadron         | Portland      |
| OR 099     | McMinnville Composite Squadron       | McMinnville   |
| OR 114     | Tillamook Flight                     | Tillamook     |